# Leptecophylla abietina
Leptecophylla abietina är en ljungväxtart som först beskrevs av Jacques-Julien Houtou de La Billardière och som fick sitt nu gällande namn av Carolyn M. Weiller.
Leptecophylla abietina ingår i släktet Leptecophylla och familjen ljungväxter. Inga underarter finns listade i Catalogue of Life.